# Cengiz Koç
Cengiz Koç (* 9. September 1977 in Gronau) ist ein ehemaliger deutsch-türkischer Kickboxer und Boxer.

## Kickboxen
Cengiz Koç begann im Alter von elf Jahren mit dem Kickboxen und trainierte im Koryo Berlin. Er gewann Gold bei der WAKO-Weltmeisterschaft 1995 in Stuttgart (Gewichtsklasse: +89 kg, Disziplin: Leichtkontakt) und ebenfalls Gold bei der WAKO-Europameisterschaft 1996 in Belgrad (+91 kg, Low Kick).
Später war er noch Profikickboxer der WKA und K-1.

## Amateurboxen
Als Amateurboxer startete er für den Berliner Club Hertha BSC und wurde von Adolf Angrick trainiert.
Er erreichte das Viertelfinale der Weltmeisterschaft 1999 in Houston, wo er gegen den späteren Vize-Weltmeister Muchtarchan Dildäbekow unterlag. Zudem gewann er noch im selben Jahr das Box-Am Tournament in Lanzarote und erreichte das Finale beim Ahmet Cömert Tournament in Istanbul, wobei ihm auch ein Sieg gegen Audley Harrison gelungen war. Mit diesem Erfolg qualifizierte er sich für die Olympischen Sommerspiele 2000 in Sydney.
Davor startete er noch bei der Europameisterschaft 2000 in Tampere und schlug im Viertelfinale Oleksij Masikin, ehe er im Halbfinale knapp mit 4:6 gegen den späteren Goldmedaillengewinner Alexei Lesin ausschied und daher eine Bronzemedaille gewann.
Zum Zeitpunkt der Teilnahme an den Olympischen Spielen war er Inhaber eines Musikcafés in Berlin-Kreuzberg und hatte lediglich 28 Amateurboxkämpfe in seinem Rekord. Bei Olympia verlor er noch im Achtelfinale gegen Alexis Rubalcaba.

## Profikarriere
Im Anschluss unterzeichnete er einen Mehrjahresvertrag beim Profiboxstall von Promoter Wilfried Sauerland und gewann sein Debüt am 27. Januar 2001. Sein Trainer wurde zunächst Ulli Wegner, später dann Oktay Urkal.
Nach 21 Siegen in Folge, verlor er im April 2005 durch geteilte Entscheidung nach Punkten gegen Michael Sprott.
Am 28. Januar 2006 verlor er beim Kampf um die EBU-Europameisterschaft im Schwergewicht einstimmig gegen Paolo Vidoz und im November 2006 ebenfalls einstimmig gegen Timo Hoffmann. Seinen nächsten Kampf gewann er im August 2008 gegen René Dettweiler.
Nach einer längeren Verletzungspause erklärte Koç dann 2011 seinen Rücktritt vom Boxsport.

## Sonstiges
Cengiz Koç ist auch gelegentlich in Nebenrollen in Film und Fernsehen aktiv und hatte Auftritte in TV-Serien wie Wolffs Revier, Alarm für Cobra 11 oder HeliCops.